# 良地建筑群
良地建筑群，位于中国福建省将乐县万全乡良地村。
2013年1月28日，良地建筑群公布为第八批福建省文物保护单位，主要由文武庙、梁氏宗祠、绪蜒厝、月山公屋、后恢谷仓、水尾木廊桥等六处乡土建筑组成：
- 文武庙：建于清乾隆二十六年（1761），坐西南朝东北，由前埕、八字形木构门楼、前天井三面回廊、拜亭、两层殿阁及后部附属建筑等组成，占地面积378平方米。
- 梁氏宗祠：又名裕启堂，坐西朝东，由主座上下两厅、前埕与两侧过街门楼、两侧附屋及前部弧形吊脚楼、倒座仓房等组成，占地面积588平方米。
- 绪蜒厝：坐西北朝东南，由左前侧门头房、院埕、上下两厅、左列花厅、右侧两列横屋及后部半圆形围垅、右院墙外附属建筑等组成，占地面积1094平方米；在山墙内壁保留有“反对国民党出卖中国－中国工农红军政治部宣”标语口号。
- 月山公屋：坐西北朝东南，由右前侧门道、上下两厅、右后侧书房、左后侧藏书阁等组成，占地面积362平方米。
- 后恢谷仓：又名冠群谷仓，单层，面阔四间，进深四柱。分隔有八座仓房，每座仓房占地约6.6平方米。
- 水尾木廊桥：跨良地溪，单孔木构伸臂梁廊屋桥，西南－东北走向，廊屋11间，每间用4柱，抬梁、穿斗式梁架，双坡顶，矢高约5米。桥头左侧建有集灵宫，廊桥两端古驿道延伸约75米。[1][2]

2018年9月7日，良地建筑之谷仓建筑群公布为第九批福建省文物保护单位，与“良地建筑群”合并。谷仓建筑群建于清中后期，是用于储藏收租获得的粮食，由梁启贤谷仓、梁启洪谷仓、梁启璠谷仓、梁少荣谷仓、梁少群谷仓、梁后裘谷仓、梁启松谷仓、许前厝及许前仓楼共八处建筑组成。按形制分为三类：一是单体单层式谷仓，四面用夯土墙围合，穿斗式木构架，硬山顶；二是上层做楼下层做仓的双层式谷仓；三是利用民居内的次要房间或横屋辟成的仓房与仓楼。